# Kanton Cagnes-sur-Mer-Centre
Der Kanton Cagnes-sur-Mer-Centre war bis 2015 ein französischer Wahlkreis im Arrondissement Grasse, im Département Alpes-Maritimes und in der Region Provence-Alpes-Côte d’Azur. Er umfasste das Zentrum der Stadt Cagnes-sur-Mer.